# Næbtold på Færøerne
 Denne artikel bør gennemlæses af en person med fagkendskab for at sikre den faglige korrekthed.

Næbtold (færøsk: nevtollur, norsk: nebbtoll) var en ordning på Færøerne mellem 1741 og 1881 for at reducere bestanden af skadelige rovfugle, især ravne. 
Ordningen tjente som en årlig forpligtelse til at indsende ét næb fra en rovfugl, alternativt to næb fra visse andre fugle.
Pligten gjaldt alle voksne mænd på Færøerne (fra 15 til 50 år),
med undtagelse af dem, der boede i Tórshavn.
Manglende indsendelse af næb resulterede i en bøde.
Indtil midten af 1800-tallet blev de indsamlede næb brændt ved Krákusteini (færøsk for "kragebjerget") i Tórshavn under Ólavsøka, derefter ved vårting i hver syssel.